# Liukou (köpinghuvudort i Kina, Jiangxi Sheng, lat 28,28, long 117,26)
Liukou (kinesiska: 流口) är en köpinghuvudort i Kina. Den ligger i provinsen Jiangxi, i den sydöstra delen av landet, omkring 140 kilometer öster om provinshuvudstaden Nanchang. Antalet invånare är 18 603. Befolkningen består av 8 691 kvinnor och 9 912 män. Barn under 15 år utgör 23,0 %, vuxna 15-64 år 70 %, och äldre över 65 år 6,0 %.
Runt Liukou är det ganska tätbefolkat, med 214 invånare per kvadratkilometer. Närmaste större samhälle är Guixi, 4,3 km väster om Liukou. Trakten runt Liukou består till största delen av jordbruksmark.
Genomsnittlig årsnederbörd är 2 741 millimeter. Den regnigaste månaden är juni, med i genomsnitt 480 mm nederbörd, och den torraste är oktober, med 37 mm nederbörd.